# Ambalkliwonan
Ambalkliwonan is een bestuurslaag in het regentschap Kebumen van de provincie Midden-Java, Indonesië. Ambalkliwonan telt 1801 inwoners (volkstelling 2010).